# Lophiaspis
Lophiaspis — це вимерлий рід ранніх непарнопалих, ендемічних для південної Європи в період раннього та середнього еоцену, які жили від 55.8 до 37.2 млн років. Останки були знайдені у Франції, Іспанії та Португалії.